# Kosz z owocami (obraz Caravaggia)

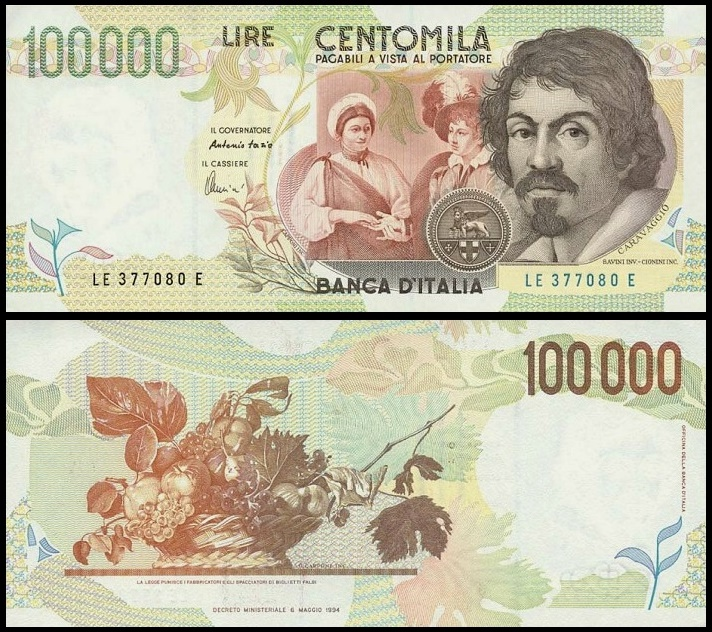
Banknot o nominale 100 000 lirów

Kosz z owocami (wł. Canestra di frutta) – obraz włoskiego malarza barokowego Caravaggia (właściwie Michelangelo Merisi da Caravaggio).

## Historia
Jest to jeden z nielicznych obrazów artysty, którego tematem jest wyłącznie martwa natura. Według historyka sztuki Johna T. Spike’a Kosz z owocami powstał około 1596 roku, jednak w literaturze poświęconej twórczości Caravaggia pojawiają się też inne daty, na przykład profesor Catherine Puglisi sugeruje, że rok 1601 jest bardziej prawdopodobny. Natomiast Gilles Lambert powstanie obrazu łączy z pobytem artysty u kardynała Francesca Marii Bourbona del Montego i przypisuje dziełu lata 1598–1599. Obraz, który powstawał w pracowni Cavaliere’a d’Arpino, zaraz po stworzeniu, został zajęty za długi. W 1607 roku właścicielem obrazu został kardynał Federico Borromeo, jednak nie ma jednoznacznych informacji w jaki sposób wszedł w jego posiadanie. Przez wiele kolejnych stuleci obraz popadł w zapomnienie i jego autorstwo przypisywano malarzom flamandzkim. W 1991 roku, za sprawą znawcy Caravaggia, Longhiego został przypisany ponownie Caravaggiowi. Obecnie płótno zdobi Pinakotekę Ambrozjańską w Mediolanie.

## Opis
Tematem dzieła jest martwa natura przedstawiona w plastyczny sposób. Tytułowy kosz z owocami zajmuje dolną część obrazu i umieszczony jest na wyraźnie zarysowanej krawędzi niewidocznego stołu lub blatu. Tło jest neutralne, blade i rozciągnięte ku górze, nie zawiera żadnych szczegółów. Pleciony kosz wypełniony dojrzałymi, po części już nadpsutymi owocami, zdaje się wystawać nieznacznie z ram obrazu. Artysta przedstawił jabłko ze śladami żerowania owadów, brzoskwinie, grusze, pigwę i cztery grupy winogron różniące się kolorami. Całość uzupełniają suche i kruszące się liście z wyraźnymi plamami wywołanymi przez grzyby, które profesor Jules Janick rozpoznał jako Glomerella cingulata.
Kompozycja oświetlona jest ukośnie z lewej strony, co w połączeniu z iluzjonistycznym przedstawieniem wiklinowego kosza i kulistością owoców daje wrażenie trójwymiarowości i przestrzenności. Uwagę widza przykuwają naturalistycznie i drobiazgowo oddane szczegóły, bogactwo detali i efekt przejrzystości szczególnie widoczny na kruszących się liściach.

## Interpretacje
Obraz jednoznacznie nawiązuje do Księgi Amosa, w której lud izraelski został porównany do kosza dojrzałych owoców. Obecność obok siebie zdrowych i robaczywych owoców może być też aluzją do Kościoła, który gromadzi zarówno grzeszników, jak i świętych. Dzieło Caravaggia było na tyle nowatorskie w swoim czasie, iż początkowo sądzono, że stanowiło fragment innego obrazu. Martwe natury były wówczas nisko cenione i uważane za gorszy gatunek malarstwa. Obraz Kosz z owocami przełamał ten stereotyp, a sam autor uważany jest obecnie za prekursora barokowego malarstwa martwych natur i za pierwszego który przy tworzeniu obrazu wykorzystał sposób trompe l’oeil.

## Nawiązania
Kosz z owocami Caravaggia znalazł się na rewersie włoskiego banknotu o nominale 100 000 lirów emitowanego w latach 1994–1998.